# Elezioni legislative in Francia del 1830
Le elezioni legislative in Francia del 1830 per eleggere i 556 deputati della Camera dei Deputati si sono tenute il 5, 13 e 19 luglio. Furono le ultime elezioni del periodo della Restaurazione, nonché le prime della monarchia di luglio, durante la quale la Camera aprì la legislatura.
Poiché i risultati delle elezioni avevano fortemente penalizzato il partito degli ultrarealisti, re Carlo X prontamente sciolse la Camera che, tuttavia, non riconobbe l'atto del sovrano e continuò a tenere le sue sedute, con l'assenza quasi totale degli Ultras che le disertavano. Questo tentativo del re di rifiutare l'espressione del corpo elettorale, e i supposti tentativi di rovesciare la Carta costituzionale attraverso le ordinanze di Saint-Cloud, emanate il 25 luglio dalla sua residenza estiva e prevedenti una restrizione ulteriore del suffragio ed una maggiore censura verso la stampa, portarono all'esplosione dell'insoddisfazione che da anni i ceti produttivi (ovvero la borghesia) e i cittadini di Parigi, storicamente liberale, provavano verso il regime. Due giorni dopo infatti la città insorse, innalzando barricate e preparandosi ad occupare i centri di potere dello Stato, in quella che venne definita in seguito "rivoluzione di luglio", che nell'arco di un mese spodestò la famiglia reale dei Borbone, portando sul trono il principe cadetto Luigi Filippo, Duca d'Orléans ed inaugurando una nuova fase liberale e costituzionale del Regno di Francia.

## Risultati
| Partito                            | Partito               | Voti   | %    | Seggi |
| ---------------------------------- | --------------------- | ------ | ---- | ----- |
|                                    | Ultrarealisti         | 47.940 | 50,7 | 282   |
|                                    | Dottrinari e liberali | 46,070 | 49,3 | 274   |
| Totale                             | Totale                | 94.000 | 100  | 556   |
| Fonti: Élections législatives 1830 |                       |        |      |       |